# Baskoudré-Mossi
Ne doit pas être confondu avec Baskoudré-Peulh.
Baskoudré-Mossi est une localité située dans le département de Korsimoro de la province du Sanmatenga dans la région Centre-Nord au Burkina Faso.

## Éducation et santé
Baskoudré-Mossi accueille un centre de santé et de promotion sociale (CSPS) tandis que le centre hospitalier régional (CHR) se trouve à Kaya.
Le village possède deux écoles primaires publiques (A et B).